# إيالة الحبشة
إيالة الحبشة هي إيالة عثمانية تطل على البحر الأحمر. وكانت تتكون من مصوع، حرقيقو، سواكن والمناطق النائية التابعة لهم. وفيما بعد ضُم إليهم زيلع وأرض الصومال الغربية. وفي القرن التاسع عشر ضمت هرر الواقعة حالياً في إثيوپيا، بعد أن انتقلت إدارة الإيالة إلى مصر في أواخر القرن التاسع عشر وقام باشا مصر بغزو المدينة.
مثلما كانت الإدارة العثمانية في شمال أفريقيا، اليمن، البحرين، والإحساء، لم يكن للعثمانيين «تأثير، سيطرة على المدى الطويل» خارج الموانئ حيث كان هناك توجد حامية عثمانية.

## هوامش
1. ↑  Africa from the sixteenth to the eighteenth century، صفحة. 145, في كتب جوجل By Bethwell A. Ogot
2. 1 2  A political chronology of Africa، صفحة. 403, في كتب جوجل By ديفيد لي (سياسي)، Annamarie Rowe
3. ↑  Özbaran, 194